# Suridéalisme
 (octobre 2024).
Si vous disposez d'ouvrages ou d'articles de référence ou si vous connaissez des sites web de qualité traitant du thème abordé ici, merci de compléter l'article en donnant les références utiles à sa vérifiabilité et en les liant à la section « Notes et références ».
Le suridéalisme est, à l'origine, un mouvement littéraire des années 1930 créé par la romancière Maryse Choisy durant l'entre-deux-guerres.

## Origine et histoire du mouvement
Son objet était de renouveler le genre du roman en lui apportant une importante densité d'idées, glanées en Orient, dans le domaine des sciences (Mon cœur dans une formule) et surtout dans la psychanalyse. Le nom était un clin d'œil au mouvement surréaliste, et a été inventé par Émile Malespine dans la revue "Manomètre" en 1925.
La pièce suridéaliste en un acte, Ah ! ça ira !, fut présentée pour la première fois le 15 mai 1926 par la Compagnie du Donjon à Lyon.
À l'éclatement de la Seconde Guerre mondiale, le mouvement commença à s'effacer avec l'avènement de l'existentialisme. 
Aujourd'hui, on ne trouve plus de romans de Maryse Choisy, les dernières éditions étant très anciennes. La romancière a passé la première partie de sa vie à écrire, et la seconde à détruire tous ses ouvrages. Elle a engagé la plus grande partie de sa fortune à retrouver et brûler la plupart des exemplaires de ses romans. 

## XXIesiècle
- Si vous ne connaissez pas le sujet, laissez ce bandeau (vous pouvez alors contacter les auteurs).
- Si vous supprimez le contenu mis en cause (vous pouvez préalablement contacter les auteurs),

argumentez précisément cette suppression dans la page de discussion
(un manque de référence n'est pas un argument ; une recherche réelle de référence doit avoir été effectuée, être formellement documentée).
En 2013, un étudiant de Sciences Po Paris[Qui ?] reprend le terme et renouvelle ce regard tombé en désuétude dans la tribune Qu'est-ce que le suridéalisme? et le récit philosophique le Royaume de Nan paru dans la revue étudiante Opium Philosophie. 
Le suridéalisme est une démarche philosophique visant à dépasser l'opposition « réel » contre « idéal », et signifie littéralement « au-delà de l'idéalisme ». De ce fait, le suridéalisme est un matérialisme. Se référant entre autres à la pensée complexe d'Edgar Morin, au constructivisme de Giambattista Vico, à l'approche transdisciplinaire de Jean Piaget et à la phénoménologie de Merleau-Ponty, ce regard plus vitaliste que mécaniste vise à explorer les champs d'intersection entre idéalisme et matérialisme à l'appui de siècles de philosophie. Pour le suridéaliste, le point de contact entre matière et idéal n'est autre que le désir, contributeur de toute réalité.
Née en Asie, cette réflexion se nourrit des philosophies orientales et occidentales, contemporaines et antiques. 
Sur le plan artistique et esthétique, le suridéalisme s'intéresse aux métissages, aux syncrétismes et aux échanges de civilisations. Sur le plan historique, il revendique une lecture de l'Antiquité moins européocentrée et tente de réhabiliter la mémoire des Phéniciens, en tant que civilisation transitoire, génitrice de l'Occident sur le plan du savoir et des technologies. Sur le plan politique, il est l'intuition que compte tenu des perspectives de la mondialisation économique et culturelle, l’heure d’un nouveau mariage entre Orient et Occident est venue, et qu’il faut se hâter de le rendre heureux. Au niveau spirituel, il revendique une démarche gnostique libre et intime. Plus généralement, ce regard valorise le désir de contribuer au métissage du monde physique et virtuel, afin d'accélérer le changement de paradigme.